# نبوخذ نصر (لعبة فيديو)
نبوخذ نصر هي لعبة بناء مدينة طورها ونشرها Nepos Games لنظامي التشغيل ويندوز ولينكس في 3 ديسمبر 2020. تجري أحداث اللعبة في بلاد الرافدين القديمة. تمت مقارنة اللعبة بسلسلة بناء المدن من شركة Impressions Games، وخاصة الجزء الرابع، فرعون.

## طريقة اللعب
تتضمن حملة اللعبة مهمة بناء بعض المدن في بلاد الرافدين القديمة مثل أور ونينوى وبابل.

## إصدار
أعلن عن نبوخذ نصر في 2 نوفمبر 2019، وكان مقرر إصدارها في عام 2020. في 19 نوفمبر 2020، تم تأجيل اللعبة إلى 17 فبراير 2021. أصدرت حملة DLC، مغامرات سارجون، في 7 فبراير 2023.

## استقبال
| استقبال |        |
| --- | ------ |
| مجموع النقاط المجموع نقاط ميتاكريتيك 73/100 [ 9 ] درجة المراجعة نشرة نقاط بي سي غيمر (الولايات المتحدة) 64/100 [ 10 ] |        |
| مجموع النقاط |        |
| المجموع | نقاط   |
| ميتاكريتيك | 73/100 |
| درجة المراجعة |        |
| نشرة | نقاط   |
| بي سي غيمر (الولايات المتحدة)                                                                                         | 64/100 |

حصلت نبوخذ نصر على تقييمات "مختلطة أو متوسطة" وفقًا لموقع تجميع المراجعات ميتاكريتيك.
وقد لخص موقع بي سي غيمر الأمر على النحو التالي: "لا يفتقر نبوخذ نصر إلى الرقي، ولكنه يحتاج إلى زيادة عامل المرح". وانتقد موقع حجر، ورقة، بندقية الافتقار إلى المحتوى: "توجد معابد، ولكن لا يوجد دين. ولا يوجد ترفيه. ولا توجد حرب. ولا يوجد مرض. ولا حتى ضرائب". ومدح موقع يورو غيمر بالدقة التاريخية ولكنه وصف مهام الحملة بأنها متكررة.
في حفل توزيع جوائز لعبة العام التشيكية لعام 2021، فاز نبوخذ نصر بجائزة أفضل محلول تكنولوجي.

## روابط خارجية
- الموقع الرسمي